# Dietrich Bahner
Dietrich Bahner (ur. 8 czerwca 1939 w Berlinie; zm. 21 maja 2009 tamże) – niemiecki polityk należący do Unii Chrześcijańsko – Demokratycznej (CDU).
Od 14 grudnia 1976 do 29 marca 1983 (dwie kadencje) był deputowanym do Bundestagu z ramienia CDU.